# Banksia «Superman»
Banksia «Superman» o Banksia serrata 'Superman', es una especie de arbusto perteneciente al género de Banksia. Fue descubierta por María Hitchcock del Armidale NSW cerca de Nambucca en 1986 durante el proyecto Banksi Atlas. Intentaron ponerla cómo una subespecie de la Banksia aunque no lo lograron debido a que es considerada de baja relevancia, estose debe a que hay muy pocos arbustos de estos. 

## Descripción
Sus hojas y las inflorescencias son en su mayoría dos veces el tamaño de las plantas típicas de sus especies parentales (a esto se debe el nombre «Superman»).